# Iúçufe Almutamã
Abu Amir Iúçufe ibne Amade ibne Hude (em árabe: أبو عامر يوسف إبن أحمد إبن هود‎, Abū ʿĀmir Yūsuf ibn Aḥmad ibn Hūd), melhor conhecido pelo nome régio Almutamã Bilá (em árabe: المؤتمن بالله‎; romaniz.: al-Mūʾtaman bi-ʾLlāh), foi membro dos Banu Hude e o terceiro da família a reinar na Taifa de Saragoça de 1085 a 1110. Foi antecedido por Amade Almoctadir e sucedido por Almostaim II. Também se notabilizou como matemático e escreveu a obra Livro da Perfeição (em árabe: كتاب الإستكمال; romaniz.: Kitab al-Istikmal).